# Kai Tak Sports Park
Kai Tak Sports Park est un complexe polyvalent de sport et de spectacles situé sur le site de l'ancien aéroport international de Kai Tak à Kowloon, Hong Kong. Le parc est situé dans la partie nord-ouest de l'ancien aéroport Kai Tak où se trouvaient auparavant certaines des aires de stationnement de l'aéroport. Avec une superficie d'environ 28 hectares, le Kai Tak Sports Park est le plus grand site sportif de Hong Kong.  

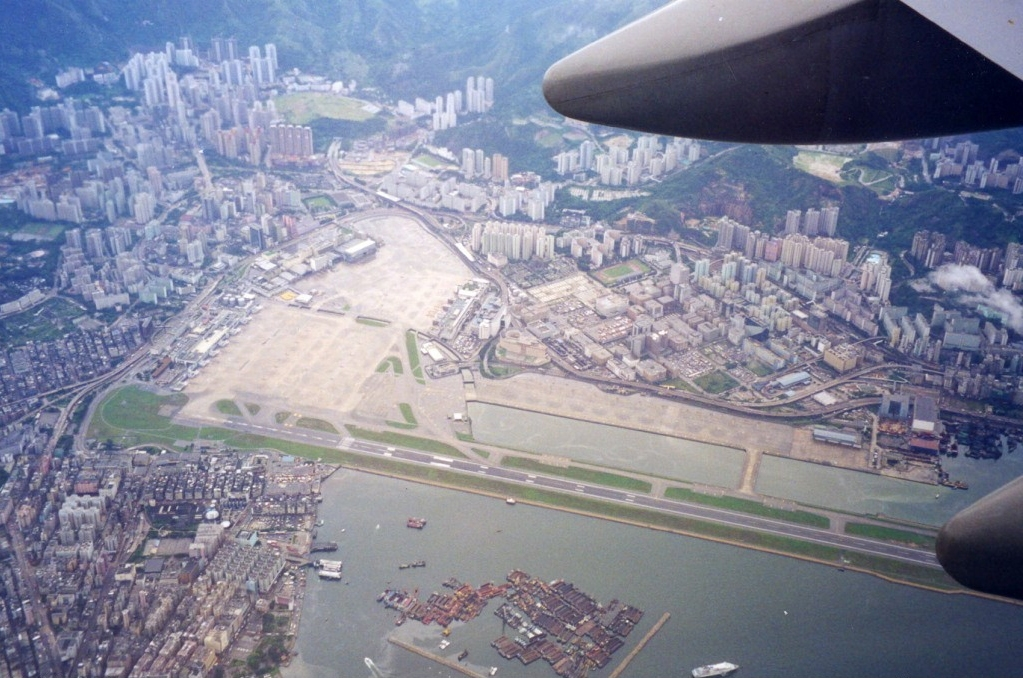
Aéroport de Kai Tak en 1998

Le coût de la construction du parc sportif s’élève à 30 milliards dollars HK. Le parc sportif comprend le stade Kai Tak de 50 000 places avec un toit rétractable, l’arena Kai Tak de 10 000 places et un terrain de sport pour jeunes de 5 000 places.
Le parc sportif est officiellement inauguré le 1er mars 2025.

## Histoire

### Développement
La société d'ingénierie américaine AECOM est engagée par le Département du génie civil et du développement de la Région Administrative Spéciale de Hong Kong (RASHK) pour entreprendre le projet de développement de Kai Tak au début de 2007. Dans son discours de politique générale de 2011-2012, le chef de l'exécutif de Hong Kong, Donald Tsang, déclare que le gouvernement étudie les options de financement et le mode d'exploitation du complexe et les travaux préliminaires doivent commencés dès que possible. 
Le 5 novembre 2012, le Home and Youth Affairs Bureau (en) soumet au vote du Conseil législatif, une étude de faisabilité technique pour un complexe multi-usages à Kai Tak. Dans l'étude, le bureau propose une approche conception, construction, exploitation et maintenance par une seule entité afin d'assurer une prestation efficace depuis la conception du complexe jusqu'à son exploitation à long terme. L'étude recommande  également que le projet soit soutenu financièrement par une combinaison de financements publics et privés afin de maximiser l'efficacité et l'innovation. Le stade sera doté d'un toit rétractable et d'une capacité de 50 000 places pour des événements sportifs et de divertissement internationaux. Les installations devraient être achevées d'ici 2020. 
Le 3 juillet 2015, les membres de la commission des finances du Conseil législatif approuvent un financement de 62,7 millions de dollars HK pour la pré-construction du complexe sportif de Kai Tak. 
Le 23 juin 2017, les législateurs hongkongais de la commission des finances accordent un financement pour le complexe sportif de 31,9 milliards de dollars HK après un débat de six heures, 36 législateurs donnent leur feu vert au parc sportif, 21 votent contre. 
Le 28 décembre 2018, le gouvernement annonce que le contrat pour la conception, la construction et l'exploitation du parc sportif de Kai Tak est attribué à Kai Tak Sports Park Limited, une filiale de New World Development et NWS Holdings (en) créée spécifiquement pour le projet. 

### Équipes de projet
L'équipe de projet du parc sportif comprend Hip Hing Engineering (en), Populous, ASM Global (en) et Lagardère Sports and Entertainment. Hip Hing Engineering est le maître d'ouvre principal du projet, accompagné par Populous, Robert Bird Group (en), SKA et Arup en tant qu'équipe de conception.

### Calendrier et sanctions
Le gouvernement impose des indicateurs de performance stricts pour le parc sportif de Kai Tak, avec une pénalité de 500 000 HK$ par jour si l'opérateur ne respecte pas les exigences d'utilisation dans le stade principal, 100 000 HK$ pour le centre intérieur et 50 000 HK$ pour le terrain public. Le délai d'acceptation opérationnelle est de 1 640 jours (54 mois) à compter du début du contrat (1er février 2019). Cela signifie que le parc doit être achevé en juin 2023.
En juin 2022, le commissaire aux sports, Yeung Tak-keung, impute à la pandémie de Covid-19 le report des dates d'ouverture à 2024, déclarant que les fournisseurs ont rencontré des difficultés pour expédier les matériaux de construction sur le territoire. Il ajoute que l'entrepreneur ne sera pas pénalisé pour le retard, car personne n'aurait pu prévoir la pandémie de Covid-19 lors de la signature du contrat en 2019.

## Installations
Le Kai Tak Sports Park est conçu autour d'une avenue couverte, la Kai Tak Sports Avenue, une voie piétonne intérieure et extérieure qui commence à la Station Square et conduit les visiteurs jusqu'à la Dining Cove, qui surplombe le Victoria Harbour.

### Kai Tak Stadium

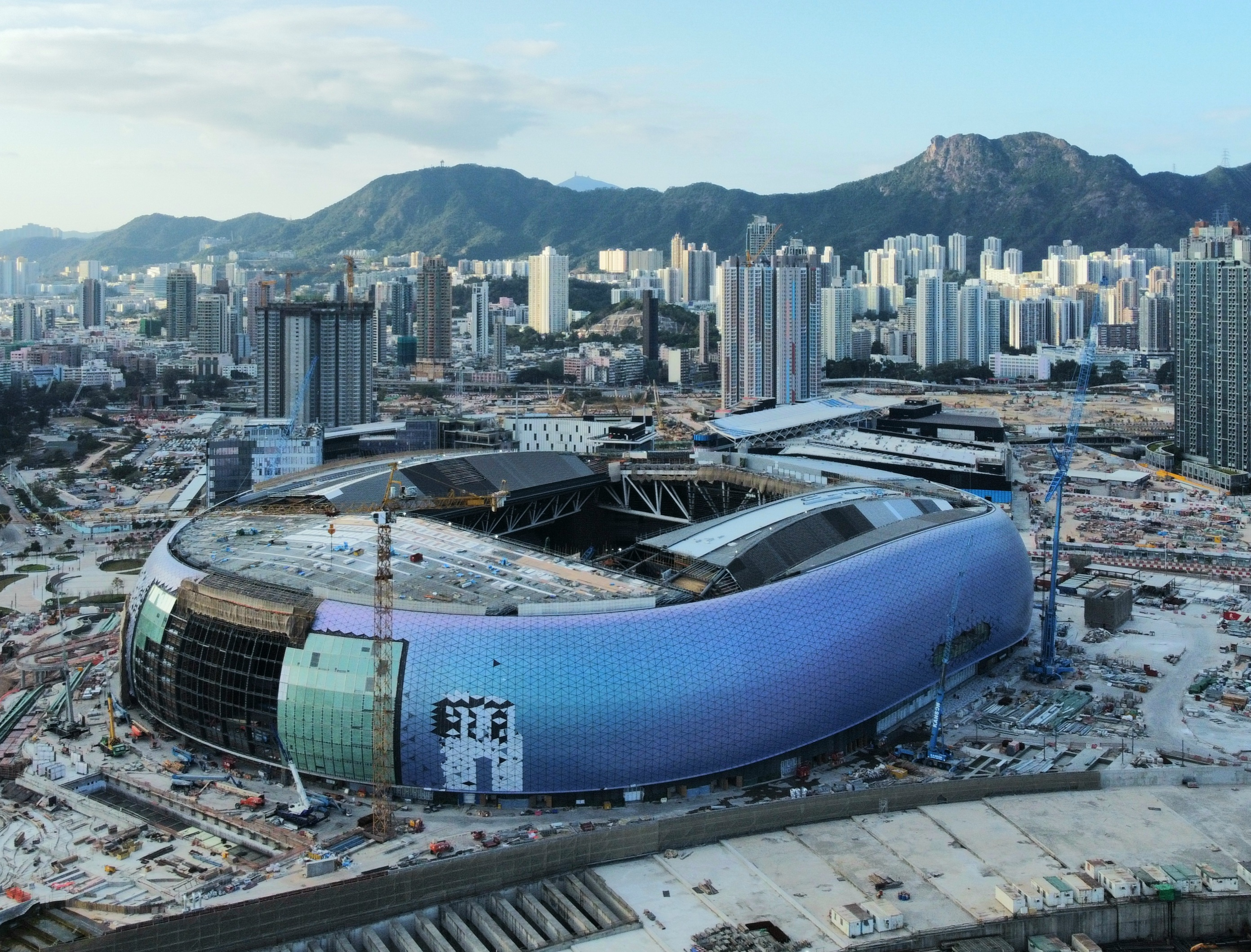
Le stade de Kai Tak en construction - 14 janvier 2024

Au centre du parc des sports de Kai Tak, le stade principal de 50 000 places a pour thème la « Perle de l'Orient ». Le stade est doté d'un toit rétractable, l'une des principales caractéristiques du stade et adopte un système de pelouse flexible qui permet de passer d'un gazon naturel de qualité pour les événements de football ou de rugby à une autre surface synthétique pour d'autres activités de sports, de divertissements et d'événements. Il est également doté d'une vaste plate-forme d'activités. L'installation est conçue pour répondre aux normes des grands événements internationaux, avec des configurations de scènes et de sièges personnalisables et climatisés qui s'adaptent à différents événements et à différentes tailles de foule.

### Kai Tak Arena
Le centre sportif couvert du parc fournit un grand espace polyvalent avec des sièges rétractables pour accueillir des compétitions ou des événements majeurs pouvant aller jusqu'à 10 000 places et pour accueillir des terrains de sport à usage communautaire. 

### Kai Tak Youth Sports Ground

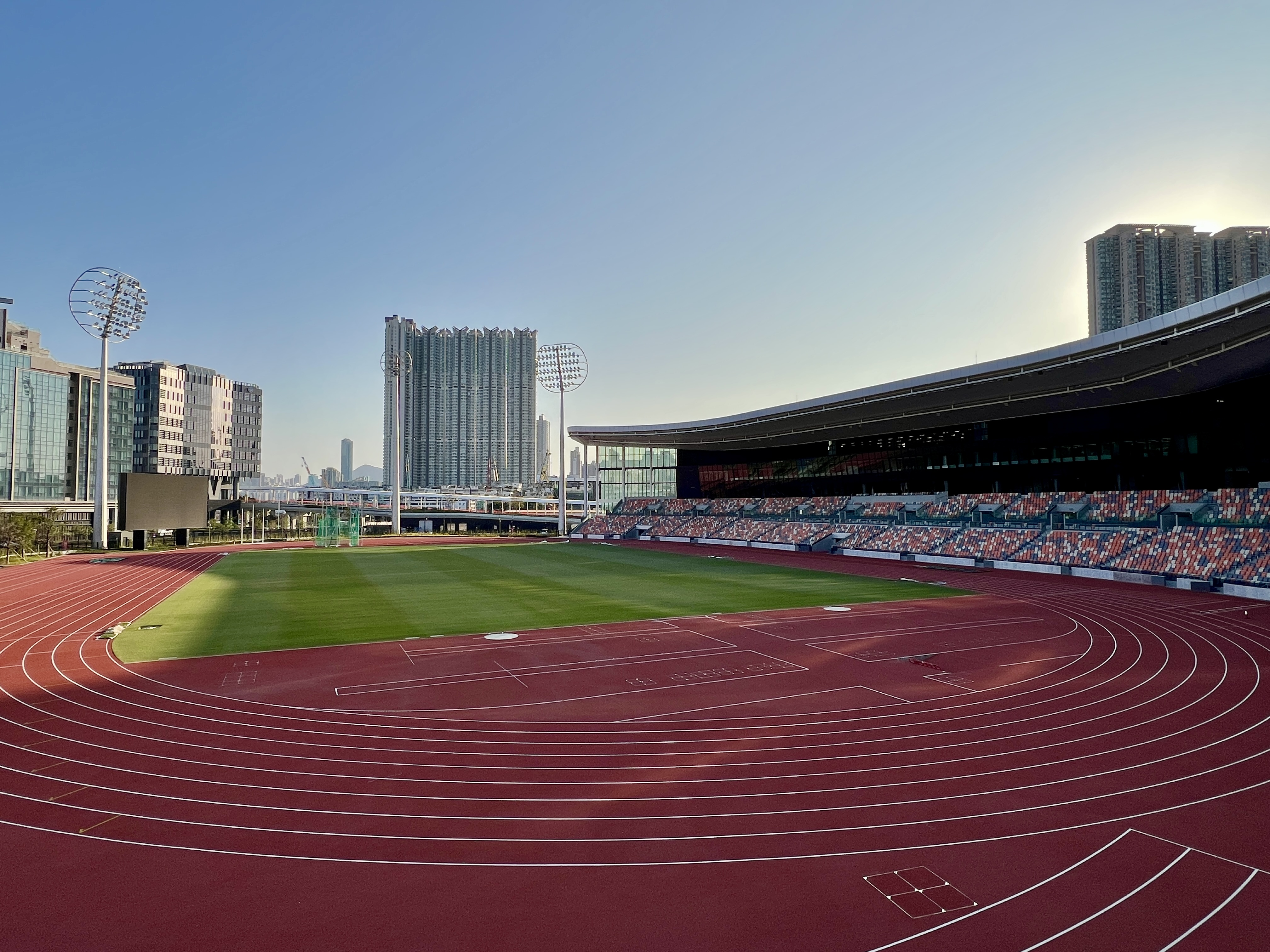
Intérieur du terrain de sport de la jeunesse de Kai Tak

Un terrain de sport pour la jeunesse de 5 000 places est également prévu pour accueillir des événements sportifs scolaires, des entraînements d'athlétisme et des matchs de ligue locale.

### Kai Tak Mall
Centre commercial qui s'étend sur trois bâtiments qui propose de nombreuses boutiques et de la restauration.

### Autres installations
Le complexe comporte également d'autres installations sportives ou commerciales comme un terrain de sport de plage, un terrain de futsal/ handball couvert, un terrain de sport extérieur.

## Transport
Le parc sportif est facilement accessible par le métro MTR avec la ligne Tuen Ma:
- Station Kai Tak (en) : Kai Tak Arena, Kai Tak Mall
- Station Sung Wong Toi (en) : Kai Tak Stadium et Kai Tak Youth Sports Ground, Kai Tak Mall

Il est également accessible par bateau depuis l'embarcadère de Kowloon City, la Central Kowloon Route (en) et de nombreux arrêts de bus proches.

## Événements

### Sports

#### Hong Kong Sevens
Hong Kong accueille chaque année le tournoi de Hong Kong de rugby à sept, dans le cadre de la série mondiale de rugby à sept en catégorie masculine et féminine. Après avoir été organisé plusieurs années au Hong Kong Stadium, le tournoi déménage à partir de 2025 au Kai Tak Sports Park.

#### Jeux nationaux de Chine
Hong Kong organisera les Jeux nationaux de Chine de 2025 conjointement avec Guangdong et Macao, et le Kai Tak Sports Parc fera partie des sites d'accueil,. Des compétitions de handball masculin, de rugby à sept, d'escrime et de bowling seront organisées.

### Concerts
| Date          | Artiste      | Evénement                       |
| ------------- | ------------ | ------------------------------- |
| 8 avril 2025  | Coldplay     | Music of the Spheres World Tour |
| 9 avril 2025  | Coldplay     | Music of the Spheres World Tour |
| 11 avril 2025 | Coldplay     | Music of the Spheres World Tour |
| 12 avril 2025 | Coldplay     | Music of the Spheres World Tour |
| 24 avril 2025 | Nicholas Tse | Evolution Nic Live              |
| 25 avril 2025 | Nicholas Tse | Evolution Nic Live              |
| 26 avril 2025 | Nicholas Tse | Evolution Nic Live              |
| 27 juin 2025  | Jay Chou     | Carnival World Tour             |
| 28 juin 2025  | Jay Chou     | Carnival World Tour             |
| 29 juin 2025  | Jay Chou     | Carnival World Tour             |